# Slunečník (čínský symbol)

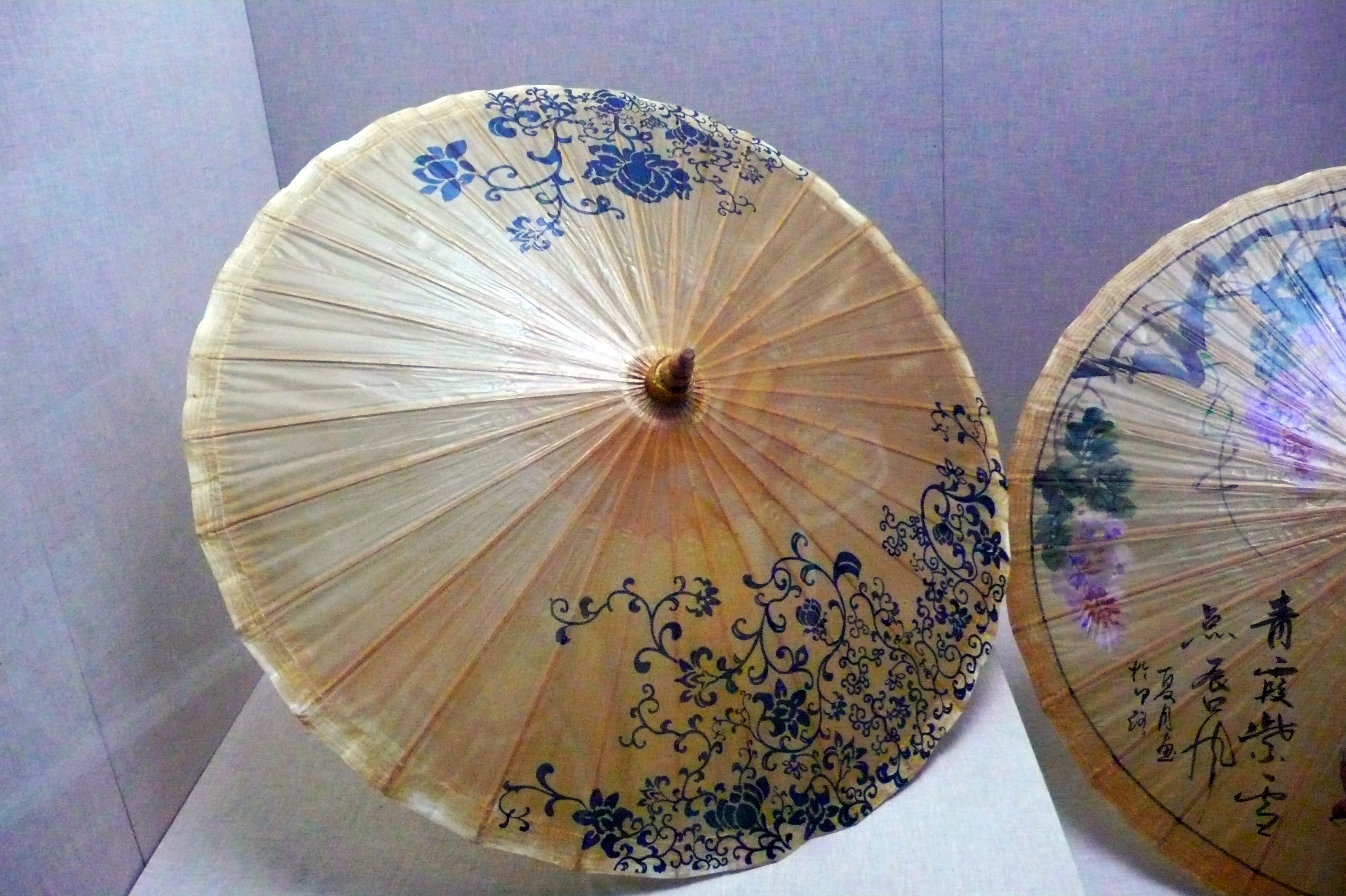

Slunečník (zjednodušená čínština: 阳伞, tradiční čínština: 陽傘, pīnyīn: yángsǎn, ČST: jang-san) má v čínské kultuře dlouhou tradici. Nepředstavuje pouze způsob ochrany před sluncem a deštěm, odedávna jsou čínské slunečníky vyráběné z hedvábí a voskovaného papíru považovány za umělecká díla vysoké hodnoty. Tradičně si slunečníky mohly dovolit pouze osoby ze zámožných nebo královských rodin, proto se staly symbolem bohatství a královského majestátu.
Slunečník je také jedním z osmi šťastných symbolů, které jsou významné především v tibetském buddhismu, ale i v hinduismu a džinismu. Jako buddhistický symbol představuje ochranu před škodlivými vlivy, jako jsou nemoci, nečistoty a zlé duchovní síly.

## Slunečník v buddhismu
Slunečník nebo drahocenný slunečník (sanskrt: chatra) symbolizuje ochrannou sílu buddhistického učení, ale i čest, respekt a důstojnost. Je nošen nad důležitými osobami nebo obrazy božstva a značí, že osoba nebo symbol pod ním je středem vesmíru. Proto bývá Buddha obvykle zobrazován s velkým propracovaným slunečníkem nad hlavou. Slunečníky jsou zvláště důležité také při procesních obřadech, kde působí jako přenosné chrámy.
V Tibetu měli hodnostáři podle svého postavení nárok na různé slunečníky. Náboženští hodnostáři měli nárok na hedvábný slunečník a světští vládci na slunečník s pavími pery. Nejvýše postavené osobnosti, jako dalajláma, směli mít oba druhy.
Tibetská verze slunečníku byla přijata z jeho královských indických a čínských prototypů a vyráběna z dřevěného rámu s klenutým hedvábným potahem a závěsnými hedvábnými přívěsky, které tvořily převislý lem. Potah symbolizuje moudrost a jeho lem soucit. Slunečník tedy značí spojení těchto dvou prvků.
Můžeme se setkat s osmihrannými i čtyřhrannými slunečníky. Osmihranné reprezentují ušlechtilou osmidílnou stezku, jeden z konceptů buddhistického učení, a čtyřhranné značí čtyři směry – sever, jih, východ a západ.

## Slunečník jako symbol bohatství
Hedvábné slunečníky, zdobené různými vzory s draky, přírodou, krajinami, květinami, zvířaty, postavami, výjevy z mytologie, nápisy atd., byly v Číně od počátku velmi ceněné, a tudíž přístupné jen těm nejbohatším. V 1. století před naším letopočtem se objevily první slunečníky z voskovaného papíru a velmi rychle se staly oblíbeným módním doplňkem bohatých žen. Díky jejich nedostatku a vysoké ceně se staly symbolem moci v Číně. Aby se čínští členové vládnoucí rodiny odlišili od zbytku populace, nosili pouze červené nebo žluté slunečníky, zatímco ostatní používali modré.
S postupem času cena čínských slunečníků klesla, což umožnilo rozšířit jejich přístupnost pro širokou veřejnost. Slunečníky jsou dodnes běžné nejen v Číně, ale i v okolních asijských zemích, kde je světlá kůže považována za znamení krásy a vyššího společenského postavení.

## Slunečník a čínská svatba
Červený deštník nebo slunečník je nepostradatelnou součástí tradiční čínské svatby. Když nevěsta opouští domov, její otec nad ní drží červený slunečník, příbuzní přitom mohou na slunečník házet rýži. Tento rituál má chránit nevěstu před zlými duchy a odvrátit smůlu.
Při svatbách je často používán slunečník z voskovaného papíru, který má zvláštní význam. V čínštině olejový papír (ČST: jou-č') zní podobně jako „mít děti“ (ČST: jou c'), proto je slunečník vnímán jako symbol plodnosti.

## Slunečník v umění
Papírové slunečníky se často objevují v literárních dílech čínských autorů a ve filmech, kde mají vyvolat romantickou atmosféru. Typické jsou zejména v příbězích, které se odehrávají jižně od řeky Yangtze, kde bývá často mlha a deštivé počasí. Díky kulatému tvaru je slunečník symbolem shledání, protože „kolo“ nebo „kruh“ v čínštině nese také význam „setkání“.
Kromě toho se slunečníky staly součástí vybavení pro tanečníky, umělce na jevištích a akrobaty. Pozoruhodným příkladem jsou provazochodci, kteří používají slunečník nebo deštník pro udržení rovnováhy.

## Symbolika v názvu
V čínštině slovo deštník nebo slunečník „sǎn“ (伞) zní jako slovo „sǎn/sàn“ (散), což znamená rozptýlit, oddělit, rozejít se s někým, rozdělit se. Proto je v Číně nežádoucí jej někomu věnovat jako dárek.